# 桐野作人
桐野 作人（きりの さくじん、1954年 -）は、作家、歴史研究家。武蔵野大学政治経済研究所客員研究員

## 経歴・人物
鹿児島県出水市出身。鹿児島県立出水高等学校卒業。1979年立命館大学文学部東洋史学専攻卒業。歴史関係出版社の編集長を経て、編集プロダクションを設立。戦国史、主に薩摩島津氏の研究が多く、『真説 関ヶ原合戦』（学習研究社,2000年）、『真説 本能寺』（学習研究社2001年）などの実証的な書籍も執筆している。
在野の研究者ではあるものの、桐野の研究は歴史学界でも肯定的に評価されている。本能寺の変について朝廷黒幕説を唱えていることで知られていたが、後に明智光秀の単独犯行であるものとして黒幕説を否定するようになった。
ジャパンタイムズで「African Samurai」という書籍のファクトチェックをしたと報道されたことに対して日本語版の出版時に意見を求められただけであると否定している。

## 論文
- 「信長への三職推任・贈官位の再検討」『歴史評論』歴史科学協議会、第665号(2005年9月号)

## 著書

### 単著
- 『名将を支えた戦国の異能群団—雑賀衆から柳生一族まで覇権に隠された群雄の知略』日本文芸社、1991年
- 『信長謀殺の謎—織田信長謀殺の朝廷疑惑人脈を追う』ファラオ企画、1992年
- 『戦国シミュレーション 激闘五大合戦』勁文社、1992年
- 『日本史・闇を切り裂く怪盗たち—変幻自在に跳梁した凄腕のワル!』日本文芸社〈にちぶん文庫〉、1993年
- 『戦国大逆転戦記』勁文社、1993年
- 『破 三国志』全3巻 学習研究社〈歴史群像新書〉、1993年、学研M文庫、2002年
- 『周瑜奔れ—ハイパー三国志』勁文社、1994年
  - 改題加筆『三国志蒼竜伝—周瑜・中原制覇の軍略』PHP研究所、1996年
- 『「三国志」覇者の謀略—中原に覇を唱える劉備=孔明激闘録』日本文芸社、1994年
- 『織田武神伝』ベストセラーズ〈ワニの本〉、1995年
- 『反・太閤記 光秀覇王伝』学習研究社〈学研M文庫〉、1995年
- 『乾坤関ヶ原』徳間書店〈徳間ノベルス〉、1997年未完
  - 改題完結『覇戦関ヶ原』全2巻、学習研究社〈歴史群像新書〉、2005-08年
- 『弧高の将軍 徳川慶喜—水戸の子・有栖川宮の孫に生まれて』集英社、1998年
- 『逆転!戦国大合戦』徳間書店〈徳間文庫〉、1999年
- 『信長帝王伝』学習研究社〈歴史群像新書〉、2000年
- 『真説 関ヶ原合戦』〈学研M文庫〉、2000年
  - 修正・加筆『謎解き関ケ原合戦 戦国最大の戦い、20の謎』アスキー〈アスキー新書〉、2012年
- 『真説 本能寺』〈学研M文庫〉、2001年
- 『目からウロコの三国志—複雑な時代背景と人物像がよくわかる!』PHPエディターズグループ、2001年
- 『島津義久 九州全土を席巻した智将』PHP研究所〈PHP文庫〉、2005年
- 『だれが信長を殺したのか』PHP研究所〈PHP新書〉、2007年
  - 改題加筆『本能寺の変の首謀者はだれか　信長と光秀、そして斎藤利三』吉川弘文館〈読みなおす日本史〉、2021年
- 『さつま人国誌 幕末・明治編』1-3 南日本新聞社、2009-15年
- 『関ケ原島津退き口 敵中突破三〇〇里』〈学研新書〉、2010年、学研M文庫、2013年
- 『火縄銃・大筒・騎馬・鉄甲船の威力 戦国最強の兵器図鑑』新人物往来社、2010年
- 『織田信長 戦国最強の軍事カリスマ』新人物往来社、2011年
- 『江の生涯を歩く』ベストセラーズ〈ベスト新書〉、2011年
- 『さつま人国誌 戦国・近世編』1-2 南日本新聞社、2011-13年
- 『新・読み解き三国志』廣済堂出版〈廣済堂文庫 ヒューマン文庫〉、2012年
- 『謎解き関ケ原合戦 戦国最大の戦い、20の謎』アスキー〈アスキー新書〉、2012年
- 『織田信長 戦国最強の軍事カリスマ』KADOKAWA〈新人物文庫〉、2014年
- 『龍馬暗殺』吉川弘文館、2018年
- 『明智光秀と斎藤利三』宝島社〈宝島社新書〉 、2020年

### 共著
- （志茂田景樹、麻倉一矢、えとう乱星、羽太雄平）『東国の覇王—歴史裁判 独眼竜政宗の野望』ベストセラーズ、1995年
- （菊地明、大庭邦彦、大牟田太朗、中村彰彦、皆川真理子、山科かおる、杉本章子）『歳三と龍馬—幕末・維新の青春譜』集英社、2003年
- （安部龍太郎、大牟田太朗、立花京子、和田裕弘）『真説 本能寺の変』集英社、2002年
- （高橋義夫）『「風林火山」の古道をゆく』集英社、2006年
- （戸部新十郎、三好京三、西ヶ谷恭弘、小和田哲男、南原幹雄、桑田悦、河野収、小林久三、小林計一郎）『改訂新版 武田信玄』世界文化社、2007年
- （調所一郎）『西郷隆盛という生き方』里文出版、2017年
- （則村一 , 卯月かいな ）『村田新八』洋泉社、2018年
- （吉門裕）『愛犬の日本史:柴犬はいつ狆と呼ばれなくなったか』、2020年